# Кожа (приток Туломы)
Кожа (Кезйок) — река в России, течёт по территории Кольского района Мурманской области. Устье реки находится в 36 км по правому берегу реки Туломы. Длина реки — 27 км, площадь водосборного бассейна — 158 км².

## Данные водного реестра
По данным государственного водного реестра России относится к Баренцево-Беломорскому бассейновому округу, водохозяйственный участок реки — Тулома от Верхнетуломского гидроузла и до устья. Речной бассейн реки — бассейны рек Кольского полуострова, впадает в Баренцево море.